# Riserva naturale Serra Nicolino Piano d'Albero
La riserva naturale Serra Nicolino Piano d'Albero è un'area naturale protetta situata nella provincia di Cosenza. La riserva occupa una superficie di 140 ettari ed è stata istituita nel 1977.